# Ford Ka
Ford Ka  — компактный городской автомобиль, производимый американской компанией Ford в 1996-2021 годах. Разработанный европейским отделением Ford культовый автомобиль первого поколения впервые показал фирменный стиль «Новая грань» (New Edge) в серийном исполнении. Модель второго поколения была всего лишь немного переработанной версией Fiat 500, а третье поколение автомобиля является результатом работы бразильского подразделения компании (англ. Ford Brasil). Один из немногих автомобилей Ford, никогда официально не продававшийся в США.

## История
С середины 1970-х компанию Ford в сегменте рынка компактных автомобилей представляла модель Fiesta, которая, развиваясь, переходя от поколения к поколению, становилась всё больше и больше. Поэтому, когда в 1993 году появился маленький и очень успешный автомобиль Renault Twingo, у Ford не нашлось достойного ему конкурента.
Для сокращения времени и затрат на проектирование новый автомобильчик было решено сделать на базе Fiesta четвёртого поколения, сосредоточив усилия не на технических инновациях, а на стиле. Разработкой внешнего вида автомобиля занималась немецко-английская команда из европейского центра стиля Ford, обошедшая в конкурсе проектов итальянскую фирму Ghia и калифорнийский дизайн центр. В результате появился оригинальный автомобиль, внешний вид которого представлял собой сочетание мягких, округлых поверхностей и острых граней между ними. Это был первый серийный автомобиль Ford, выполненный в стиле, названном «Новая грань» (New Edge).
В сентябре 1996 года началась сборка автомобилей на испанском заводе Ford и они были представлены публике. Из-за своего необычного вида принята модель была неоднозначно. Например, в Бразилии, где сборка автомобилей была организована в начале 1997 года, вид Ka сзади вызывал усмешки и нецензурные прозвища. В результате в конце 2002 года задняя часть только бразильской версии была изменена. Но в целом автомобиль продавался хорошо, уже через шесть лет был продан миллионный автомобиль, причём примерно для 65% покупателей это был первый автомобиль марки Ford.
А тем временем, чтобы оживить рынок, весной 2003 года в продажу поступил созданный на базе Ka двухместный открытый родстер Streetka. Автомобиль был разработан и изготавливался мелкими партиями на фирме Pininfarina. К сожалению, симпатичная и оригинальная модель оказалась нерентабельной, и уже летом 2005 года её производство было прекращено. Также, весной 2003 года, покупатели получили спортивную версию Sportka серийного хетчбэка с более мощным двигателем и изменённой ходовой частью.
В 2005 года фирмы Ford и Fiat подписали соглашение о совместной разработке и производстве автомобилей особо малого класса. Первый европейский Ka второго поколения сошёл с конвейера завода Fiat в Польском городе Тыхы в сентябре 2008 года. На 80% это был Fiat 500, но команда из инженеров Ford и представителей Fiat, работавшая в Турине внесла в него множество различных изменений. То, что получил покупатель, и по внешнему виду и по ощущениям было действительно автомобилем Ford. Много внимания было уделено оформлению салона, да и внешне Ka отличается от базовой модели, он был выполнен в стиле кинетического дизайна (Kinetic Design) компании Ford.
Развитие бразильского Ford Ka шло по другому сценарию. В декабре 2007 года был представлен существенно обновлённый автомобиль, созданный на базе модели первого поколения. Следуя требованиям покупателей, новый Ka стал больше: он получил пятиместный салон и большей вместимости багажник. В середине 2012 года внешний вид автомобиля был немного изменён, а с начала 2014 года его продажи в Бразилии прекратились.
Всё потому, что осенью 2014 года на рынки Южной Америки вышел абсолютно новый Ford Ka третьего поколения, разработанный в бразильском техническом центре Ford в Камасари в содружестве с европейской и американской проектными командами. Две новые модели, пятидверный хетчбэк Ka и четырёхдверный седан Ka+ (произносится, как «Ка большой»), стали крупнее и теперь позиционировались как недорогие автомобили для молодой семьи.
Весной 2015 года в индийском городе Sanand начал работу новый завод компании Ford по производству автомобилей и двигателей, в августе на нём началась сборка седана Ford Figo Aspire. Созданный на основе Ka+, он имел укороченный багажник из-за налоговых льгот в Индии для автомобилей длиной менее четырёх метров. Осенью седан и хетчбэк Ford Figo поступили в продажу.
В Европе производство основанного на агрегатах фирмы Fiat автомобиля второго поколения завершилось в апреле 2016 года. Летом была представлена модель третьего поколения, это — немного изменённый индийский хетчбэк, названный Ford KA+ для того, чтобы отличить возросший по размеру автомобиль от малышей двух первых поколений. Автомобиль прошёл длительную серию тестов на европейском полигоне Ford в Бельгии. Помимо доводки ходовых свойств под требования европейских покупателей, большое внимание было уделено снижению шума в салоне.
С осени 2019 года поставки автомобиля в Европу прекратились. Связано это было с низкой его рентабельностью из-за ужесточения норм токсичности. В рамках реструктуризации своей деятельности в Южной Америке, Ford прекратил производство модели Ka в Бразилии в начале 2021 года. В конце этого же года был закрыт завод в Индии, на котором производились местные версии автомобиля.

## Первое поколение

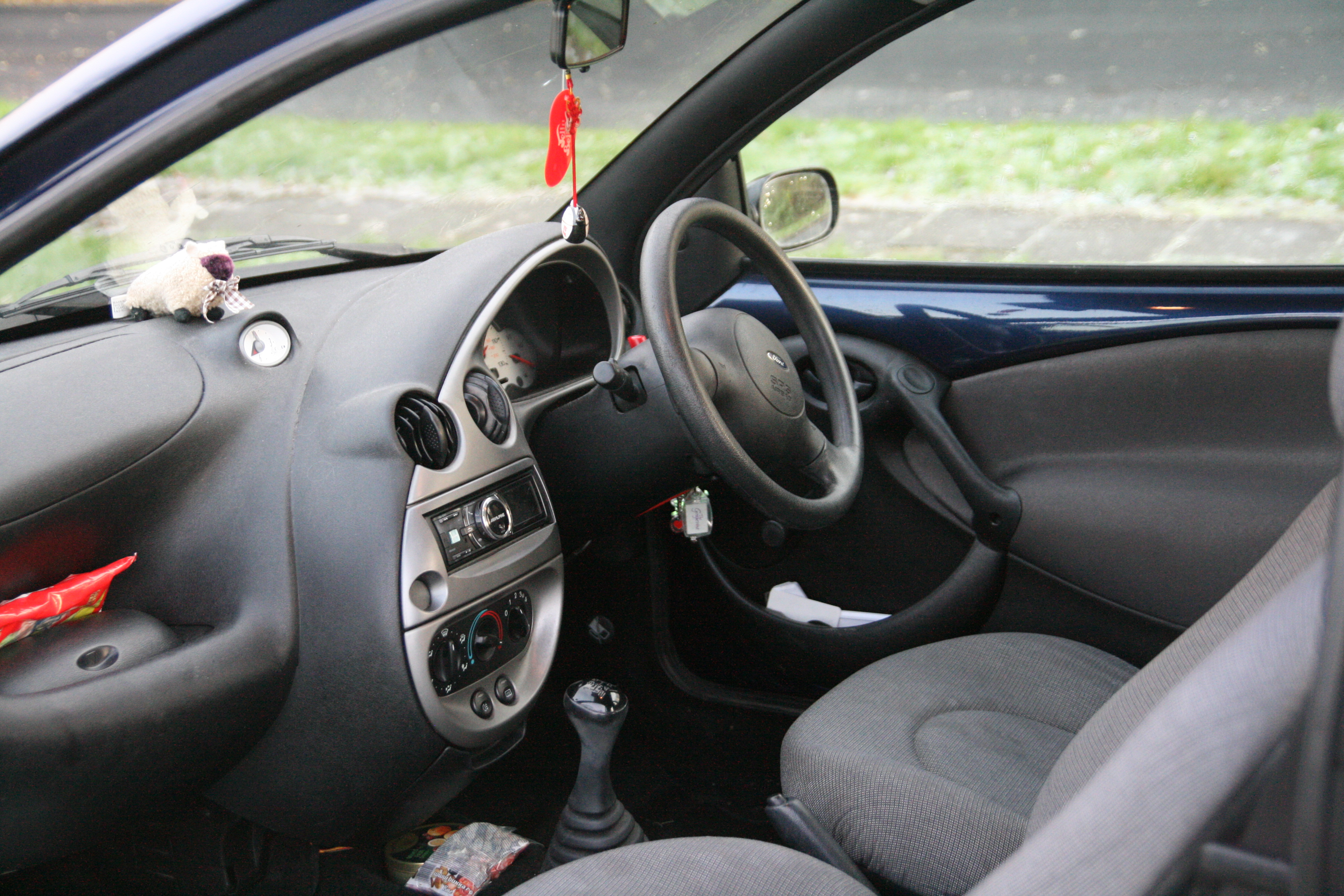
Салон Ford Ka, в полке перед пассажиром расположен бокс для мелочей, убрав его можно получить доступ к большому углублению

Появившийся в продаже осенью 1996 года Ford Ka, сотканный из овалов и дуг мог нравиться или не нравиться, но его нельзя было назвать скучным автомобилем. Благодаря своему оригинальному виду он выделялся из толпы, заставлял поворачивать головы вслед.
Относительно длинная база и расположенные по углам колёса делали салон автомобиля необычайно просторным, большие стёкла и широкие углы обзора также добавляли ощущение пространства, задние окна-форточки можно было приоткрыть. Четыре комфортабельных кресла были отформованы для удобной посадки пассажиров, передние сидения имели полный комплект индивидуальных регулировок, включая регулировку по высоте. Спинка заднего сиденья складывалась по частям (50/50), а также менялся угол её наклона. Объём багажника был равен 185 литрам, но мог быть увеличен до 724 литров при сложенных спинках задних сидений. Множество мест хранения включали в себя полку на передней панели и перчаточный ящик, ёмкости перед и за рычагом переключения передач и большие ниши с крышками по бокам задних сидений. Автомобиль мог быть оборудован как сдвижным жестким люком, так и складной тканевой крышей и в том и в другом случае с электроприводом открывания. Возможна была установка иммобилайзера с дистанционным отрыванием дверей, более дорогая модель Sportka могла быть оборудована противоугонной системой.  Интересно, что пробка бензобака запиралась ключом от замка зажигания.
Первоначально, автомобиль оборудовался старым (Endura) бензиновым рядным четырёхцилиндровым двигателем с распредвалом в блоке цилиндров и приводом клапанов толкателями (OHV) рабочим объёмом 1,3 литра, развивавшим мощность 50 или 60 л.с. Только в Бразилии, в дополнении к нему, использовали, также, литровую версию этого мотора мощностью 42 л.с. С 1999 года бразильский Ford Ka, в дополнение к имеющимся, получил новый (Zetec) литровый двигатель с распредвалом в головке (SOHC) мощностью 65 л.с.
В 2001 году только бразильская модель была немного обновлена, у автомобиля появилось новое оформление задней части: крышка багажника, стекло, фонари и бампер (нижняя часть переднего бампера также стала другой). Небольшие изменения в салоне включали в себя новую панель приборов, теперь с тахометром. Старые двигатели (Endura) перестали использовать, а в дополнение к новому (Zetec) литровому появился 1,6-литровый мощностью 95 л.с.
Этот же мотор под маркой Duratec стали устанавливать на появившиеся в продаже весной 2003 года в Европе родстер Streetka и спортивную версию Sportka. Позже, 1,3-литровой версией этого двигателя мощностью 60 или 70 л.с. стали оборудовать и другие модели серии. Со всеми двигателями поставлялись только механические пятиступенчатые коробки передач.
Ходовая часть автомобиля была в основном взята от модели Fiesta. Спереди применялась независимая подвеска со стойками Макферсон, L-образными рычагами и стабилизатором поперечной устойчивости. Сзади устанавливалась полунезависимая подвеска с H-образной балкой и стойками, объединяющими амортизатор и пружину. Реечное рулевое управление могло быть оснащено гидроусилителем. Тормозная система с двухконтурным гидроприводом и усилителем, передними дисковыми (с вентилируемыми дисками на версиях с мощными моторами) и задними барабанными тормозами могла быть дополнена ABS. Запасное колесо хранилось снизу автомобиля под полом багажника.
Журналисты Авторевю, проехав на Ford Ka от Москвы до Белого моря, отметили великолепное поведение автомобиля на дороге. Он не утомлял излишней остротой реакций, не требовал подруливаний, не шумел и не свистел. Особо было отмечено, что на высокой скорости лобовое стекло и фары почти не забрызгивались грязью. Очень понравилась управляемость: на незнакомой дороге с ямами повороты подчас приходилось проходить на грани скольжения. В таких ситуациях Ka показал себя очень надёжным автомобилем, он не терял устойчивости и чётко держал траекторию. Тормоза автомобиля были точны, прогнозируемы и отличались небольшим усилием на педали. Тяга мотора была ровной, но из-за отсутствия «подхвата» на высоких оборотах не совсем удобно было совершать обгоны. Средний расход топлива за всю поездку вышел около 8 литров на сто километров пробега.

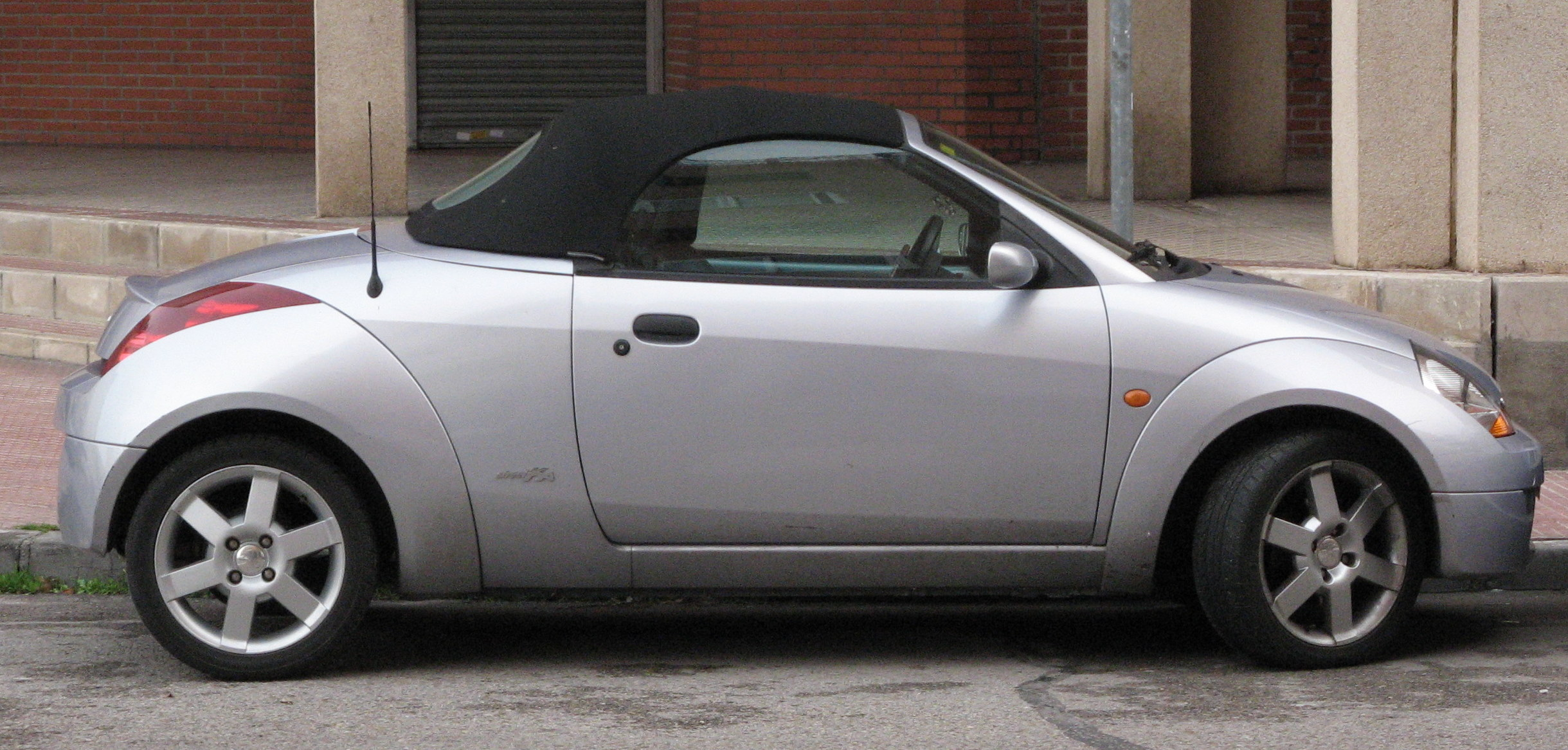
Ford Streetka с поднятым мягким верхом

Разработкой двухместного родстера Streetka занимались специалисты Ford и итальянской фирмы Pininfarina, на которой он и собирался мелкими партиями, практически вручную. Благодаря идеальному сопряжению линий капота и багажника автомобиль выглядел очень гармонично. Массивные полированные дуги безопасности за сиденьями дополняли его эффектный облик. Внутри салона были установлены оригинальные спортивные кресла и руль, но передняя панель осталась общей с серийной моделью. Так как внутри размещались только двое, объём багажника возрос до 214 литров. Небольшая мягкая крыша автомобиля легко складывалась вручную, отдельно можно было заказать съёмную (не складную) жёсткую крышу с большим обогреваемым задним стеклом. В автомобиле жёсткая крыша не размещалась, её надо было хранить отдельно.
Спортивная модель Sportka имела передок от родстера, расширенные колёсные арки, а также коробку передач со сближенными передаточными числами, более жёсткую подвеску и усиленные тормоза.
Во время испытаний на пассивную безопасность по методике EuroNCAP, Ford Ka набрал максимальное количество баллов при боковом ударе, но плохо защищал ноги пассажиров при ударе спереди: сильное смещение педали тормоза было способно нанести серьёзные увечья ногам водителя. Также, предложенное дилером детское сиденье не смогло удержать манекен ребёнка в правильном положении, но представители Ford обещали исправить ситуацию. Агрессивная форма бампера могла нанести серьёзные травмы при наезде на пешехода.
| Euro NCAP                                   | Euro NCAP | Euro NCAP | Euro NCAP |
| ------------------------------------------- | --------- | --------- | --------- |
| Рейтинги                                    | Пассажир  |           | 17        |
| Рейтинги                                    | Пешеход   |           | 9         |
| Протестированная модель: Ford Ka 1,3 (2000) |           |           |           |

## Второе поколение

### Европейская модель
Представленный осенью 2008 года европейский Ford Ka второго поколения сохранил компактные пропорции своего предшественника. При работе над внешним, видом главной целью дизайнеров было сохранение дружелюбного и жизнерадостного характера оригинального Ka. В то же время, узнаваемое «лицо» и «мускулистые» пропорции наделяли новый автомобиль уникальной индивидуальность.
Основой кузова был каркас, изготовленный с использованием высокопрочных сталей, защищающий водителя и пассажиров в случае аварии. Специальной конструкции пороги и передний подрамник были предназначены для гашения энергии лобового столкновения, а тщательно разработанные усилители боковых панелей и дверей позволяли сохранять целостность кузова при боковых столкновениях. Кузов являлся частью комплексной системы защиты, объединявшей специальной конструкции сидения, ремни и подушки безопасности и позволявшей защитить водителя и пассажиров при любых видах аварий. Две передние подушки безопасности устанавливались стандартно, боковые подушки и занавески можно было заказать отдельно.

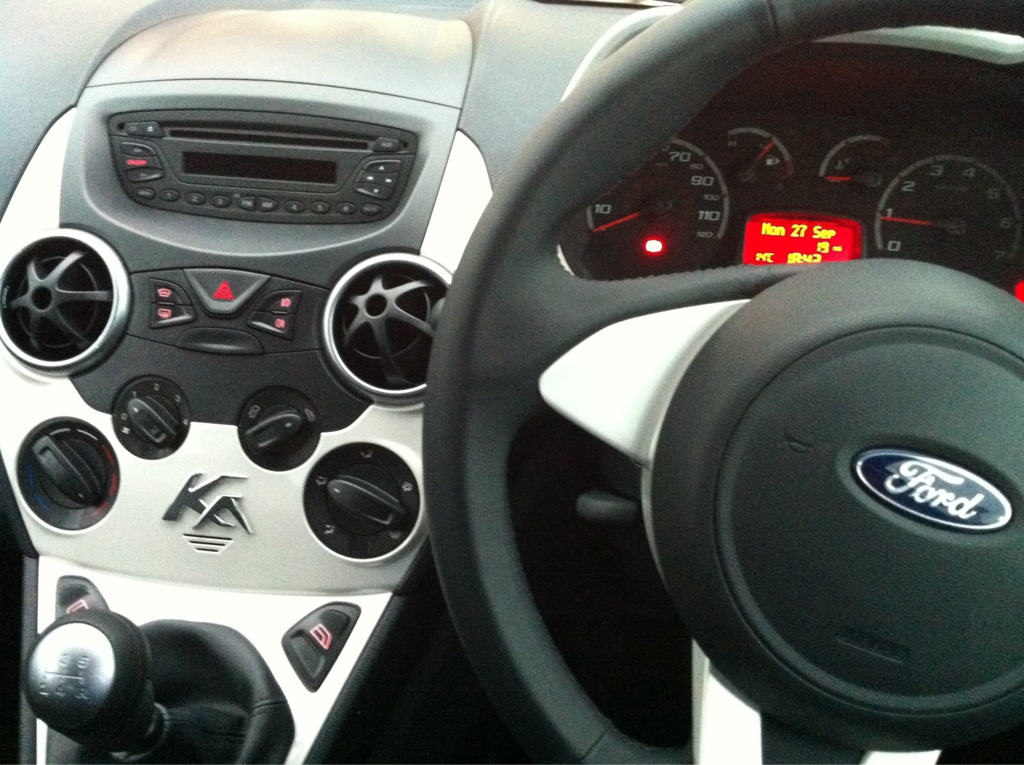
Передняя панель европейского Ford Ka, хорошо виден расположенный на консоли рычаг переключения передач

Интерьер нового автомобиля обладал стильным динамичным дизайном, в нём преобладали контрастные цвета и оригинальные детали. Высокая линия крыши и положение сидений, продуманное размещение органов управления, таких как высоко расположенный рычаг переключения передач, и исключительная обзорность позволяли водителям всех возрастов получать удовольствие от вождения. В салоне были предусмотрены отделения для любых вещей, включая большой перчаточный ящик, практичные дверные карманы и небольшие отделения в нижней части центральной консоли, идеально подходящие для портативных музыкальных устройств и сотовых телефонов. Багажное отделение имело объём 224 литра, который легко увеличивался до 710 литров благодаря складываемым задним сидениям.
Автомобиль мог быть оснащён кондиционером с фильтром салона, центральным замком с дистанционным управление, передними электрическими стеклоподъёмниками, наружными зеркалами с электроприводом и обогревом, задними парктрониками, водительским сиденьем с регулировкой по высоте, сиденьем пассажира с нижним отделением для вещей и задним сиденьем с разделённой пополам (50/50) спинкой. По заказу устанавливалась не открываемая стеклянная крыша. Также, по заказу можно было установить аудиосистему с шестью динамиками, поддержкой Bluetooth, портом USB и кнопками управления на руле. Ford Ka был один из немногих автомобилей малого класса оснащаемый по заказу подогревом лобового стекла и сидений.
Специальные пакеты персонализации обеспечивали индивидуальное оформление интерьера, включающее уникальные ткани и цвета обивки сидений, цветные отделочные элементы, специально разработанные рулевые колёса, ручки рычага коробки передач и напольные коврики.
Автомобиль оснащался двумя четырёхцилиндровыми рядными двигателями: 1,2-литровым бензиновым мощностью 70 л.с. и 1,3-литровым турбодизелем мощностью 75 л.с. Дизельный двигатель мог иметь противосажевый фильтр, практически полностью удалявший твёрдые частицы из выхлопных газов. Двигатели комплектовались механической пятиступенчатой коробкой передач с тросовым приводом переключения. Специалистами Ford были произведены специальные настойки силовых агрегатов таким образом, чтобы они давали превосходные ощущения от разгона.
Шасси было доработано с тем самым вниманием к мелочам, которое сделало модели Ford лидерами в области ездовых свойств. Передняя независимая подвеска со стойками Макферсон имела увеличенный стабилизатор, в заднюю полунезависимую подвеску со скручивающийся балкой, также был добавлен стабилизатор поперечной устойчивости. Пружины и амортизаторы были выбраны в соответствии с требованиями специалистов Ford, а также были усилены все сайлент-блоки, опоры пружин и амортизаторов. Реечное рулевое управление оснащалось электрогидравлическим усилителем с изменяемой от условий движения эффективностью, рулевая колонка регулировалась по углу наклона. Двухконтурная гидравлическая тормозная система с усилителем комплектовалась передними дисковыми (с вентилируемыми дисками для дизельной версии) и задними барабанными тормозными механизмами и стандартно оснащалась антиблокировочной системой (ABS) с электронным распределением тормозных сил (EBD). По заказу возможна была установка системы повышения курсовой устойчивости (ESP) с функцией помощи при трогании на подъёме (HSA).
При имитации лобового удара по методике EuroNCAP, салон автомобиля сохранил структурную целостность, жесткий пластик передней панели потенциально мог повредить колени и бёдра водителя, но пассажир оказался хорошо защищённым со всех сторон. При боковом ударе, немного больше нормы была нагружена грудная клетка манекенов. 18-месячный ребёнок получил слишком большую нагрузку на грудь при лобовом столкновении, а 3-летний ребёнок при ударе сбоку выскользнул из-под бокового ремня и мог получить травмы от контакта с деталями интерьера. Бампер хорошо защищал ноги пешехода при наезде, но капот не обеспечивал должной степени защиты головы.
| Euro NCAP                                            | Euro NCAP | Euro NCAP | Euro NCAP |
| ---------------------------------------------------- | --------- | --------- | --------- |
| Рейтинги                                             | Пассажир  |           | 28        |
| Рейтинги                                             | Ребёнок   |           | 29        |
| Рейтинги                                             | Пешеход   |           | 11        |
| Протестированная модель: Ford Ka 1,2 Ambiente (2008) |           |           |           |

### Бразильская модель
Бразильская версия Ford Ka второго поколения, представленная в декабре 2007 года, была дальнейшим развитием модели первого поколения. Автомобиль серьёзно изменился внешне, от старой машины остались только двери, крыша и ветровое стекло. Он стал больше, увеличенный салон теперь вмещал пятерых, а объём багажника вырос до 263 литров. С целью экономии была упрощена внутренняя отделка и сокращён набор устанавливаемого оборудования. Но кондиционер, две передние подушки безопасности, электрические стеклоподъёмники передних дверей и центральный замок с дистанционным открыванием в списке заказного оборудования присутствовали.
Прежние рядные четырёхцилиндровые моторы были модернизированы и теперь могли работать как на бензине, так и на широко распространённом в Бразилии биотопливе (Flex-Fuel). Двигатель рабочим объёмом 1,0 литр развивал мощность 70 л.с. при работе на бензине и 73 л.с. — на этаноле. Двигатель рабочим объёмом 1,6 литра развивал мощность 102 л.с. на бензине и 110 л.с. на этаноле. Оба двигателя состыковывались с механической пятиступенчатой коробкой передач через сухое однодисковое сцепление с гидроприводом включения.
Также, с целью удешевления, в передней подвеске типа Макферсон были убраны подрамник и стабилизатор поперечной устойчивости, но, правда, жёсткость пружин увеличилась. Задняя полунезависимая подвеска со скручивающейся балкой осталась прежней. Реечный рулевой механизм стандартно оборудовался гидроусилителем только для автомобиля с 1,6-литровым мотором. Двухконтурная гидравлическая тормозная система с усилителем имела спереди дисковые (с вентилируемыми дисками для более мощной версии) тормоза, сзади — барабанные. Антиблокировочная система тормозов не предлагалась даже как опция.

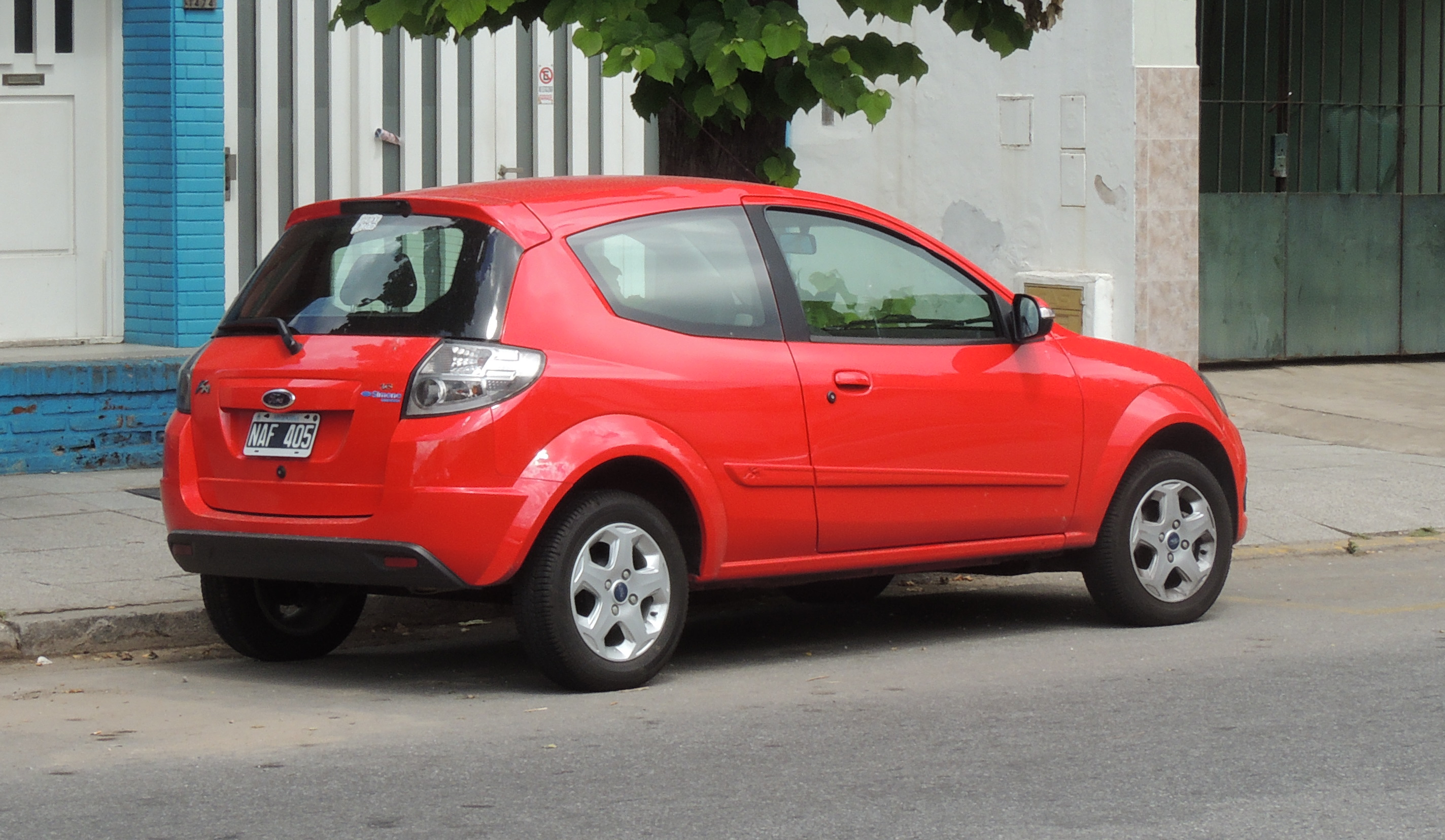
Бразильский Ford Ka после модернизации 2012 года

В 2012 году за счёт небольших изменений автомобилю был придан более современный внешний вид. Он получил новые фары, решётку радиатора, передний бампер и бесцветные задние фонари. Был немного обновлён салон, на панели приборов появилась новая графика. С целью снижения шума, была немного изменена задняя подвеска.
Автомобиль продемонстрировал очень низкий уровень защиты при фронтальном краш-тесте по методике Latin NCAP. При столкновении голова и грудь манекена водителя ударились о рулевое колесо, которое вывернулось. Острые осколки передней панели опасно повредили колени обоих манекенов. В целом, кузов потерял структурную целостность и был не в состоянии противостоять дополнительным нагрузкам. В то же время, манекены в детских креслах оказались достаточно хорошо защищены.
| Latin NCAP                                                     |          |  |       |
| Рейтинги                                                       | Пассажир |  | 2,37  |
| Рейтинги                                                       | Ребёнок  |  | 30,52 |
| Протестированная модель: Ford KA Fly Viral - NO Airbags (2011) |          |  |       |

## Третье поколение

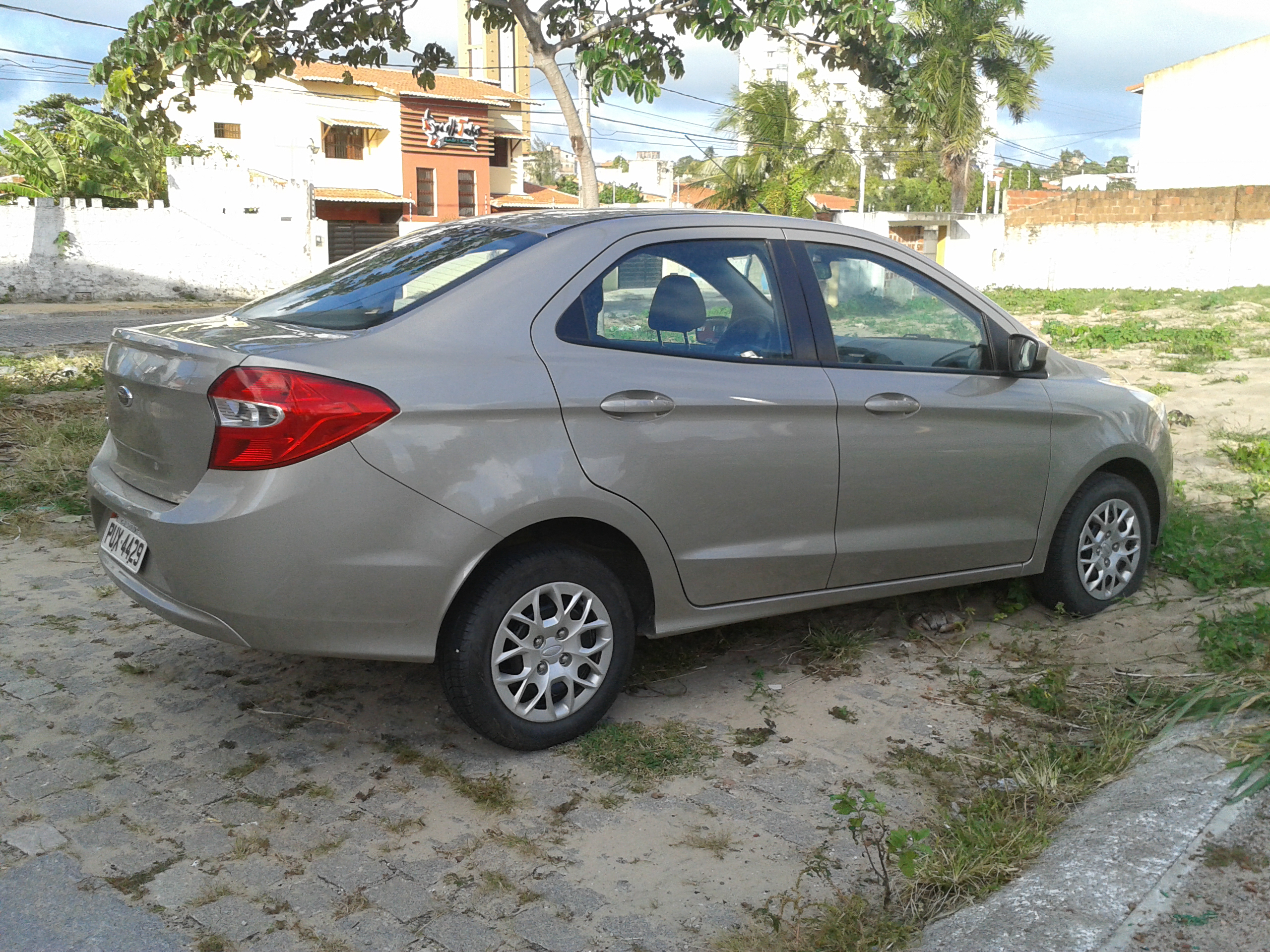
Ford Ka+

Представленные осенью 2014 года в Бразилии новые автомобили, хетчбэк Ka и седан Ka+ (произносится как «Ка большой») имеют современный внешний вид в стиле последних глобальных моделей Ford: трапецеидальную решётку радиатора и удлинённые фары, стремительный профиль с острыми гранями и заднюю часть с элегантным бампером и чёткими линиями фонарей.
Пассивную безопасность автомобиля обеспечивает специальная конструкция кузова, имеющая зоны деформации и жёсткий каркас салона, частично изготовленный из высокопрочных сталей. Модели стандартно оснащаются двумя передними подушками безопасности.
Салон, вмещающий пять человек, имеет утончённые линии и цвета отделки, присущие автомобилям более высокого класса. Перед водителем удобное рулевое колесо, сиденье с хорошей боковой поддержкой и большим диапазоном перемещения позволяет комфортно разместиться человеку любого роста, а все органы управления хорошо доступны. Современные линии передней панели, полноценная консоль и множество мест для хранения разнообразных вещей обеспечивают удобство и комфорт. Оригинальное скрытое место хранения находиться сбоку передней панели, оно доступно только при открытой водительской двери. Размеры пространства спереди и сзади, места для размещения ног и габариты по плечам являются одними из самых больших в классе. Объём багажника составляет 257 литров у хетчбэка и 445 литров у седана.
Модели могут быть оснащены новейшей информационно-развлекательной системой SYNC. Она включает в себя радио с CD плеером, поддержкой Bluetooth и кнопками управления на рулевом колесе. Устройство может вслух зачитывать приходящие SMS сообщения от 10 сотовых телефонов, имеется возможность голосового управления всеми мультимедийными функциями. Также, впервые в Бразилии автомобили получили систему оповещения об аварии, автоматически посылающей сообщение в службу спасения при срабатывании подушек безопасности.
Обе модели оснащаются новыми мощными и экономичными двигателями. Трёхцилиндровый литровый атмосферный мотор создан на базе турбодвигателя серии EcoBoost, он развивает мощность 80 л.с. при работе на бензине и 85 л.с. при работе на этаноле. Оригинальная схема уравновешивания двигателя делает его работу плавной и тихой. Двигатель оснащен двумя верхними распредвалами (DOHC), приводимыми ремнём, погруженным в смазку, с фирменной системой изменения фаз газораспределения (TiVCT) на каждом, четырьмя клапанами на цилиндр и системой жидкостного охлаждения с двумя термостатами для более быстрого прогрева. Система подогрева этанола при холодном пуске позволяет обойтись без дополнительного пускового бензобака. Полуторалитровый 16-клапанный четырёхцилиндровый мотор развивает 105 л.с. при работе на бензине и 110 л.с. при работе на этаноле. Оба двигателя работают совместно с механической пятиступенчатой коробкой передач.
Весь опыт компании был вложен с создание таких подвески, рулевого управления тормозов, чтобы обеспечить присущие только автомобилям Ford  ходовые свойства. Передняя независимая подвеска типа Макферсон и задняя полунезависимая со скручивающийся балкой, помимо отличных ездовых свойств, обеспечивают высокий акустический комфорт в салоне. Реечное рулевое управление с электроусилителем специальную конструкцию, снижающую передачу вибрации, характеристики рулевого управления разные для седана и хетчбэка. Автомобили оборудуются гидравлической двухконтурной тормозной системой с передними дисковыми вентилируемыми и задними барабанными тормозам, антиблокировочной системой с электронным распределение тормозных сил и системой помощи при экстренном торможении, а также системами стабилизации движения и помощи при трогании в гору.

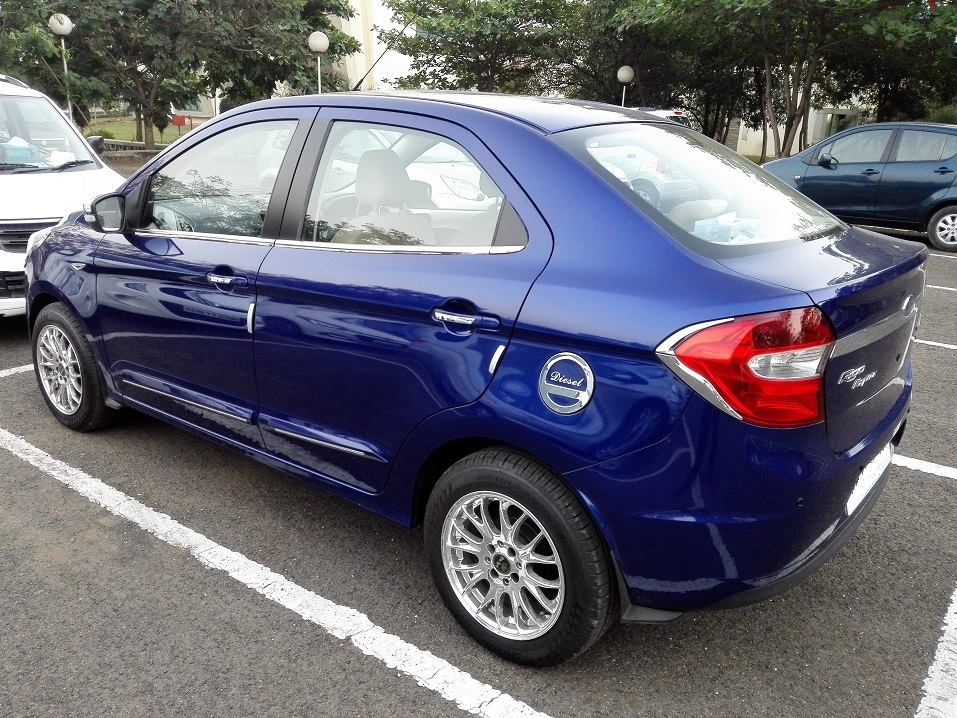
Ford Figo Aspire

Индийский хетчбэк Figo является копией бразильского Ka, седан Figo Aspire имеет укороченный багажник объёмом 353 литра. Модели стандартно оснащаются только одной водительской подушкой безопасности, но по заказу помимо пассажирской они могут быть оснащены боковыми подушками и шторками безопасности.
Автомобили оснащаются другим набором силовых агрегатов. 1,5-литровый двигатель такой же, как на бразильской версии, но работает только на бензине и развивает мощность 112 л.с. Его уменьшенный вариант — 1,2-литровый мотор развивает мощность 88 л.с. Помимо бензиновых, на модели может быть установлен рядный четырёхцилиндровый 1,5-литровый турбодизель мощностью 100 л.с. с одним верхним распредвалом, двумя клапанами на цилиндр, промежуточным охлаждение воздуха (интеркулером) и аккумуляторной системой впрыска топлива. Все двигатели агрегатируются с механическими пятиступенчатыми коробками передач, а более мощный 1,5-литровый бензиновый мотор может быть оснащён автоматической преселективной шестиступенчатой коробкой передач PowerShift. Помимо обычных режимов работы коробка имеет спортивный (S) режим, при котором передачи можно переключать вручную с помощью кнопок на рычаге.
Созданный на базе индийского Figo, европейский хетчбэк получил название KA+, отражающее его возросшую величину, по сравнению с моделями предыдущих поколений. Даже в начальной комплектации он имеет шесть подушек безопасности, кондиционер и продвинутую развлекательную систему. В более дорогом исполнении появляются система климат контроля, отделанное кожей рулевое колесо с управлением круиз-контролем на нём, обогреваемые передние сиденья, DAB радио и задний парктроник.
Автомобиль оснащается тем же, что и Figo 1,2-литровым двигателем в двух исполнениях мощностью 70 или 85 л.с. Двигатель комбинируется с механической пятиступенчатой коробкой передач. При доводке под европейские требования ходовой части были изменены характеристики пружин, амортизаторов и переднего стабилизатора поперечной устойчивости, а также подобраны специальные шины с низким сопротивление качению. Помимо этого, для снижения шума был изменён передний подрамник и места крепление силового агрегата.
Кузов седана Ka+ при фронтальном ударе по методике Latin NCAP сохранил структурную целостность и был способен воспринимать дальнейшие нагрузки. Голова водителя хорошо защищена подушкой безопасности. Некоторое опасение вызвали острые осколки передней панели, способные повредить колени водителя и пассажира. Оба манекена, трёх и полуторогодовалого, детей хорошо защищены в детских креслах. Но, отсутствие возможности отключения передней подушки безопасности у пассажира для установки на его место детского кресла, привело к снижению баллов.
| Latin NCAP                                          |          |  |       |
| Рейтинги                                            | Пассажир |  | 12,17 |
| Рейтинги                                            | Ребёнок  |  | 30,58 |
| Протестированная модель: Ford Ka + 2 Airbags (2015) |          |  |       |

В рейтинге германской «Ассоциации технического надзора» (VdTUV) в возрастной категории «от 2 до 3 лет» Ka признан один из самых ненадежных поддержанных автомобилей на 2019 год.

## Производство и продажи
Производство модели Ka началось 2 сентября 1996 года на заводе Ford в Валенсии. На открывшемся 3 октября Парижском автосалоне автомобиль был представлен публике.
В начале 1997 года автомобили начали собирать в Бразилии на заводе Ford в Сан-Бернарду-ду-Кампу , весной они поступили в продажу на рынки Южной Америки.
В конце 1998 года продажа модели Ka началась в России.
С 1999 по 2002 годы Ford Ka продавался в Австралии.
Также, с 1999 года по 2006-й Ka продавался в Японии, но не имел успеха из-за отсутствия так любимой японцами автоматической трансмиссии.
В 2001 году бразильский Ford Ka был модернизирован, он получил отличное от европейского автомобиля оформление задней части.
Миллионный автомобиль был произведён в июне 2002 года.
В 2003 году появился двухместный открытый родстер, названный Streetka. Проектированием и мелкосерийным изготовлением модели занималась фирма Pininfarina. В том же 2003 году появилась спортивная версия серийного хетчбэка Sportka.
Осенью 2005 года начались поставки Ford Ka в Южную Африку.
В декабре 2007 года в Бразилии был представлен обновлённый автомобиль, который представлял собой комбинацию нового кузова и модернизированного шасси модели первого поколения.
Последний Европейский автомобиль первого поколения сошёл с конвейера завода в Валенсии 25 июля 2008 года, а 25 сентября первый автомобиль второго поколения был собран на заводе Fiat в польском городе Тыхы.
В июле 2009 года в Англии был продан 500-тысячный Ford Ka, а осенью 2012 года в Бразилии был выпущен 850-тысячный автомобиль.
В ноябре 2013 года в Бразилии был показан концептуальный Ford Ka нового поколения. Это был второй (после EcoSport) глобальный автомобиль разработанный бразильским отделением компании (англ. Ford Brasil). В декабре этот автомобиль был показан европейским дилерам. Летом 2014 года были объявлены названия новых автомобилей: Ford Ka — для пятидверного хетчбэка и Ford Ka+ (произносится как «Ка большой») для седана. В конце августа первые автомобили сошли с конвейера завода Ford в городе Камасари, а в начале сентября серийные автомобили официально были представлены публике.
Новый Ka показывал рекордные продажи, до конца 2014 года было продано более 43 тысяч автомобилей, а уже в конце мая 2015 года 100-тысячный экземпляр был продан в Бразилии.
В начале лета 2015 года, производимые в Бразилии модели, хетчбэк и седан, были представлены в Южной Африке под маркой Figo, а в ноябре начался приём заказов на Ford Ka в Аргентине.
26 марта 2015 года в индийском городе Sanand был запущен новый завод компании Ford. Первым автомобилем, выпуск которого начался на нём был седан Ford Figo Aspire. 27 июля начался приём заказов на новый автомобиль, 12 августа были объявлены цены, а 23 сентября был представлен хетчбэк Ford Figo.
8 июня 2016 года в Европе был представлен немного изменённый индийский хетчбэк, названный KA+ и начался приём предварительных заявок со сроком поставки в начале осени.
| Продажи | Продажи            | Продажи  | Продажи | Продажи | Продажи |
| Год | Европа             | Бразилия | Россия  | Индия   | Индия   |
| --- | ------------------ | -------- | ------- | ------- | ------- |
| Год | Европа             | Бразилия | Россия  | Aspire  | Figo*   |
| 1996 | 25 588             | -        | -       | -       | -       |
| 1997 | 198 711            | 54 086   | -       | -       | -       |
| 1998 | 198 901            | 22 971   | 165     | -       | -       |
| 1999 | 161 727            |          | 32      | -       | -       |
| 2000 | 146 861            |          | 33      | -       | -       |
| 2001 | 135 845            | 15 193   | 34      | -       | -       |
| 2002 | 134 751            | 18 396   | 55      | -       | -       |
| 2003 | 97 861 (+13 814**) | 23 880   |         | -       | -       |
| 2004 | 78 845 (+14 223**) | 22 066   | 3***    | -       | -       |
| 2005 | 69 084 (+8 000**)  | 17 038   | -       | -       | -       |
| 2006 | 61 750 (+1 430**)  | 19 836   | -       | -       | -       |
| 2007 | 52 109             | 29 329   | -       | -       | -       |
| 2008 | 47 664             | 64 887   | -       | -       | -       |
| 2009 | 108 342            | 83 957   | -       | -       | -       |
| 2010 | 93 947             | 84 863   | -       | -       | -       |
| 2011 | 73 769             | 63 758   | -       | -       | -       |
| 2012 | 59 112             | 56 935   | -       | -       | -       |
| 2013 | 50 213             | 26 255   | -       | -       | -       |
| 2014 | 52 917             | 43 838   | -       | -       | -       |
| 2015 | 48 603             | 89 749   | -       | 16 431  | 10 529  |
| 2016 | 21 245¹ + 10 592²  | 76 615   | -       | -       | -       |
| 2017 | 197¹ + 50 555²     | 94 893   | -       | -       | -       |
| 2018 | 388¹ + 49 820²     | 103 286  | -       | -       | -       |
| 2019 | 374¹ + 51 091²     | 104 331  | -       | -       | -       |
| 2020 | 66                 | 67 491   | -       | -       | -       |
| 2021 |                    | 8464     | -       | -       | -       |
| *до 2015 года в Индии под маркой Figo продавался совсем другой автомобиль **Streetka ***за три квартала ¹Ka и ²Ka+ |                    |          |         |         |         |

## Комментарии
1. ↑  На странице обсуждения английской версии статьи приводится цитата из высказывания одного из руководителей Ford о том, что своё имя автомобиль получил случайно. Так назвали прототип, «маленькое имя для небольшого автомобиля» и оно «приклеилось» к модели. В нём обыгрывается схожесть звучания Ford Ka и Ford Car («автомобиль Форд») и непонятно, о чём идёт речь. Поэтому, название Ford Ka часто упоминается в списках самых дурацких имён автомобилей[1].
2. 1 2 3 4 5 6  В зависимости от используемых колёс и шин.
3. ↑  Источники информации те же, что и в этой статье.